# Sabino Zubeldia
Sabino Zubeldia Carril (Donostia-San Sebastián, 14 aprile 1955) è un ex calciatore spagnolo, di ruolo portiere.

## Carriera
Nella stagione 1977-1978 giocò con il Deportivo Aragón, la squadra giovanile del Real Saragozza, nella Tercera División spagnola.
Nella stagione successiva fu aggregato alla prima squadra, come riserva di Juan Luis Irazusta. 
Debuttò nel 1980, scendendo in campo nella partita di campionato persa 1-0 contro la Real Sociedad, che curiosamente era la squadra della sua città di origine. Durante quella stagione, collezionò un totale di 12 presenze, subendo 21 reti.
Nella stagione 1981-1982 tornò ad essere esclusivamente una riserva, senza collezionare altre presenze.
Nella stagione 1982-1983 si trasferì al CF Palencia, nella seconda divisione spagnola, allenato da Luis Costa Juan, che lo aveva già incontrato a Saragozza. 
Restò al Palencia per una sola stagione, per poi tornare in massima serie, per difendere i pali del Maiorca. 
La stagione del club delle Baleari fu complicata e si concluse con il penultimo posto in classifica e la retrocessione in Segunda División. Zubeldia rimase in rossonero anche nella stagione successiva, sotto la guida di Manolo Villanova, anch'egli suo ex allenatore al Real Saragozza. La squadra non riuscì ad ottenere la promozione, concludendo il campionato al settimo posto.
Nel 1985, Zubeldia si trasferì al Real Oviedo, un altro club della Segunda División. Nel 1988, ottenne la promozione in massima serie. Il club asturiano arrivò anche a qualificarsi in Coppa Uefa nella stagione 1991-1992, al termine della quale Zubeldia si ritirò, all'età di 36 anni.
Dopo il ritiro, entrò a far parte della dirigenza del Real Oviedo.